# Molspitsmuis
De molspitsmuis (Surdisorex norae)  is een zoogdier uit de familie van de spitsmuizen (Soricidae). De wetenschappelijke naam van de soort werd voor het eerst geldig gepubliceerd door Thomas in 1906.

## Voorkomen
De soort komt voor in Kenia.